# Ozeville
Ozeville település Franciaországban, Manche megyében. Lakosainak száma 156 fő (2022. január 1.). Ozeville Vaudreville, Fontenay-sur-Mer, Lestre, Quinéville és Saint-Floxel községekkel határos.

## Népesség
A település népességének változása:
| Lakosok száma | 121  | 98   | 140  | 142  | 151  | 156  | 155  | 154  | 154  | 156  |
|               | 1968 | 1982 | 1990 | 2006 | 2013 | 2015 | 2017 | 2019 | 2020 | 2022 |